# Bataille de Klouchino
Guerre polono-russe (1605-1618)
La bataille de Klouchino se déroule le 4 juillet 1610 à proximité du village éponyme, qui se situe dans la plaine de Kluszyn, dans la province de Smolensk. Elle oppose les troupes de la république des Deux Nations à celles du tsarat de Russie dans le cadre de la guerre polono-russe (1605-1618), durant les temps des troubles. La bataille se conclut sur une victoire des forces polono-lituaniennes, en dépit d'un rapport de forces défavorable, grâce à l'habileté tactique de l'Hetman Stanisław Żółkiewski et aux prouesses militaires des hussards polonais.

## Contexte
En 1610, face à l'avancée polonaise sur les territoires russes, la Russie et la Suède forment une alliance et lancent la campagne de De la Gardie (en). Une armée russe commandée par Dmitri Chouiski se dirige vers la ville assiégée de Smolensk (en), mais est interceptée par les forces des Deux Nations. Chouiski a divisé son armée en plusieurs unités.
L'armée des Deux Nations, composée de 12 000 hommes sous le commandement de l'hetman Stanisław Żółkiewski, rencontre l’avant-garde de 8 000 hommes de l'armée russe, commandée par Grigori Valouïev (en) et essaye de l'attaquer rapidement à l'aube le 24 juin 1610 ; les Russes réussissent cependant à se fortifier dans le village de Tsarevo-Zaymichtche (en). Les troupes russes sont encerclées et bloquées dans leur camp, mais le corps de l'armée, comptant 35 000 hommes sous le commandement de Chouiski, n'est qu'à quelques jours de marche. Les Russes ne connaissaient pas la force de leurs ennemis, et à quel point ils avaient l'avantage du nombre. De plus, l’avant-garde n'avait pas réussi à informer Chouiski de leur rencontre avec l'ennemi. Żółkiewski, confiant dans la force de ses hussards, décide qu'il faut lancer l'offensive. Le 3 juillet, il laisse une troupe de 700 hommes assiéger l'avant-garde, et part avec le reste de son armée à la rencontre de Chouiski. La ruse réussit, puisque Valouïev ne réalise pas que le gros des forces polonaises est parti, tandis que Chouiski reste inconscient de la future attaque.

## Forces en présence
L'armée des Deux Royaumes, comptant 6 500  à   6 800 (dont 80 %, ou environ 5 500, sont des hussards « ailés ») sous le commandement de Stanisław Żółkiewski, a un net désavantage numérique face à l'armée russe de 30 000 hommes sous le commandement des princes Dmitri Chouiski, Andreï Galitzine (ru) et Danilo Mezetskoï (ru), accompagnés de 5 000 (8 000 selon Mérimée) mercenaires flamands, français, allemands, espagnols, anglais et écossais, dirigés par Jacob De la Gardie et Evert Horn (en). Le total des forces, en comptant les soldats assiégés ou restés au camp, et n'ayant pas pris part à la bataille, s'élève à 12 300 hommes du côté des Deux Royaumes, contre 48 000 du côté russe. L'armée des Deux Royaumes était épaulée de deux canons (quatre selon certaines sources), contre 11 du côté russe.

## La bataille

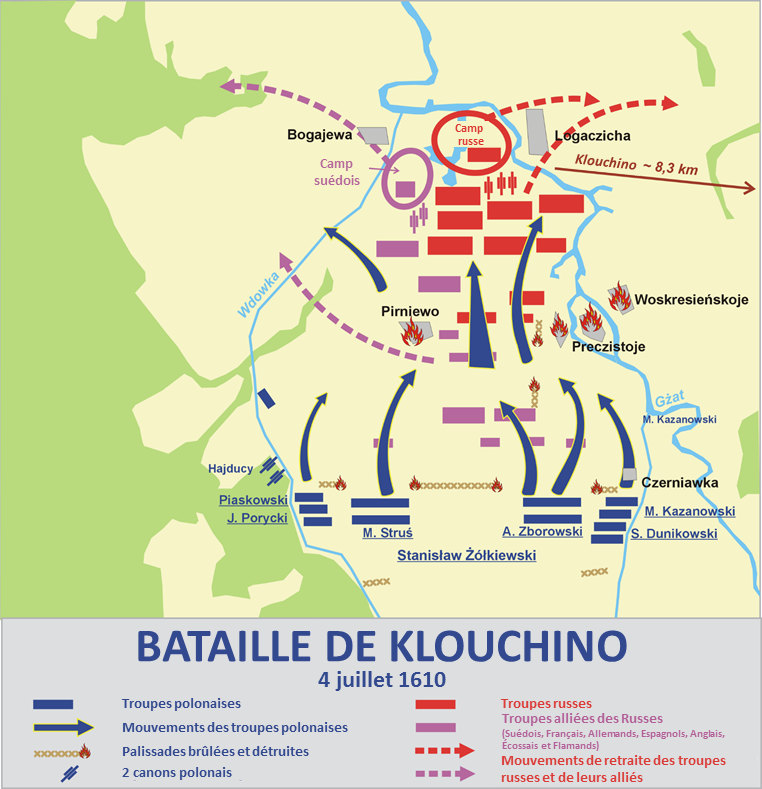
Schéma de la bataille de Klouchino.

Selon Leszek Podhorodecki (en), même si les Polonais savaient que la bataille allait avoir lieu (au contraire des Russes), les armées se rencontrèrent avant le lever du jour, et la bataille n'eut pas lieu immédiatement, les deux camps préférant se réorganiser au lieu d'engager le combat, ce qui laissa aux Russes comme aux Polonais du temps pour se préparer. Selon Mirosław Nagielski (pl), au contraire, les Polonais choisirent d'attaquer à ce moment-là, espérant surprendre l'ennemi endormi.
Les troupes de l'armée russe étaient disposées comme suit : les mercenaires se trouvaient sur le flanc droit (au Nord-Ouest), les troupes russes au centre et sur le flanc gauche (au Sud-Est). L'infanterie russe, composée de piquiers, de mousquetaires et d'arquebusiers, était principalement située derrière les palissades du village ; la cavalerie se trouvait sur le flanc gauche et à l'arrière, où se trouvaient moins de barrières ; l'artillerie, laissée au centre, ne joua aucun rôle pendant la bataille. Les unités polonaises étaient majoritairement des troupes de cavalerie, notamment de hussards, et d'une troupe d'infanterie de 400 cosaques sur le flanc gauche. Une autre troupe d'infanterie de 200 hommes, accompagnée des deux canons, n'arriva qu'un peu plus tard, et ne participa pas à la première partie de la bataille.
Le champ de bataille était une plaine agricole plate où les seuls obstacles notables étaient des barrières agricoles renforcées par des moyens de fortune, qui n'autorisaient les hussards à charger qu'à travers d'étroits passages.
La bataille débuta avant l'aube. Dans un premier temps, les hussards chargèrent à plusieurs reprises les fortifications russes dans l'espoir de les briser. Selon un témoin, Samuel Maskiewicz (en), les hussards chargèrent entre huit et dix fois, sans succès, l'infanterie russe, à l'abri derrière les barrières, accueillant les assauts par des tirs.

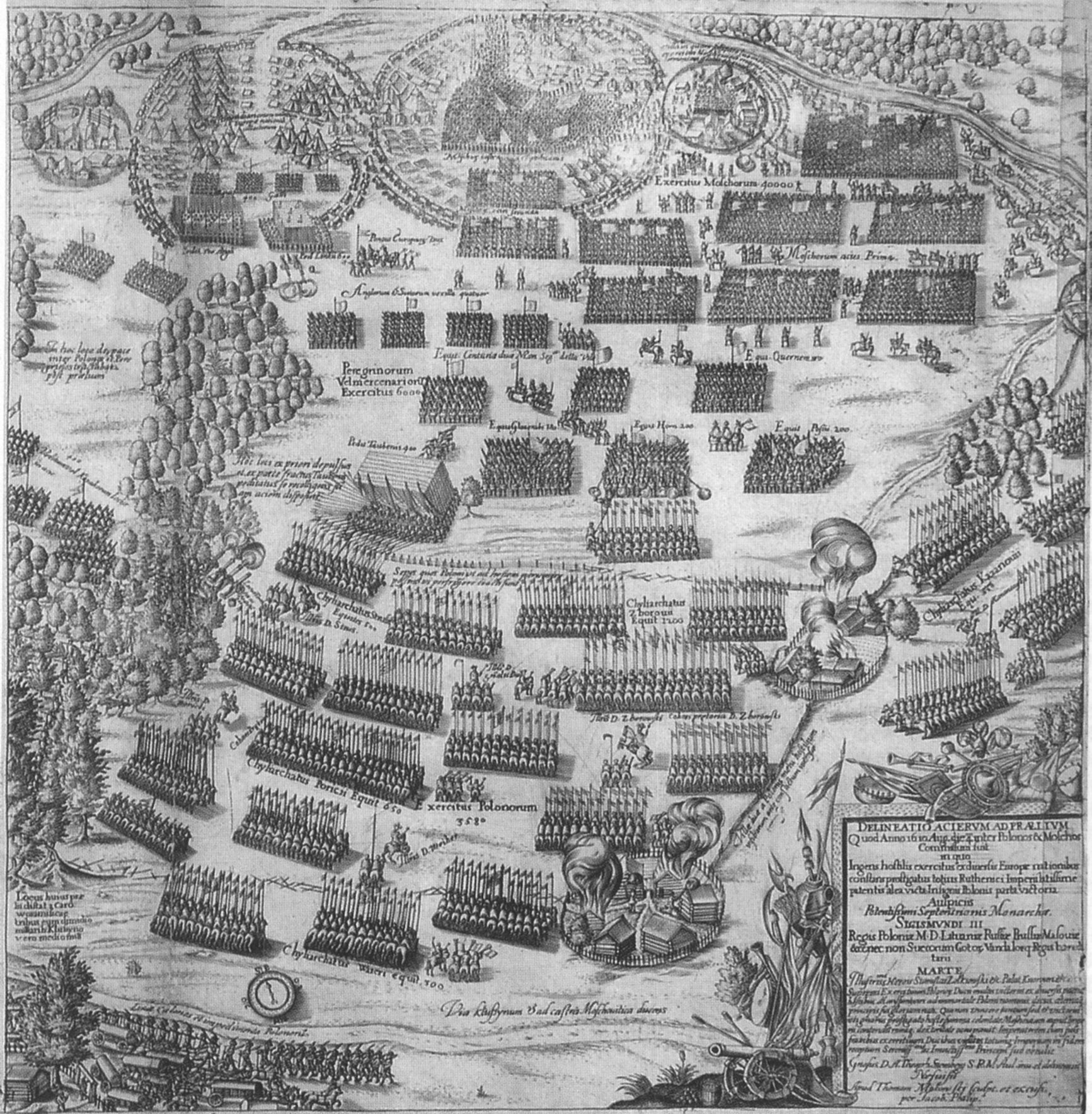
Tableau de la bataille de Klouchino, XVII, auteur inconnu.

Une unité de reîtres, à qui Chouiski avait ordonné de contre-attaquer par une manœuvre de caracole, se retrouva engagée dans un combat rapproché avec les Polonais,. Alors que cette contre-attaque russe était malmenée par l'armée des Deux Royaumes, le flanc gauche russe céda et, dans la confusion qui s'ensuivit, les rangs russes se débandèrent et furent repoussés vers les barrières de leur camp.
Le centre de l'armée russe était annihilé, mais les régiments russes continuèrent de tenir bon sur le flanc droit jusqu'au moment où ils furent submergés, et les troupes mercenaires résistèrent vaillamment pendant plusieurs heures sur le flanc gauche. Finalement, quand l'infanterie polonaise arriva avec les deux canons, les mercenaires furent forcés d'abandonner leurs positions. Une grande partie des troupes étrangères réussit à se replier en bon ordre jusqu'à leur camp fortifié (distinct de celui des russes) sous la protection de leurs piquiers.
L'armée des Deux Royaumes entourait alors les deux camps de l'ennemi. Plus tard, les mercenaires qui s'étaient positionnés dans la forêt furent encerclés aussi. Cependant, le camp fortifié russe, où se tenaient encore des troupes aptes au combat, constituait un véritable obstacle pour les forces polonaises épuisées.
Żółkiewski décida de négocier avec l'ennemi, avec succès. Abandonnées par les Russes, les troupes mercenaires entrèrent également en négociation avec les Polonais, et se rendirent finalement, ayant obtenu des conditions satisfaisantes. Les mercenaires furent autorisés à se retirer à condition qu'elles ne servent pas à nouveau la Russie contre les Deux Royaumes. De plus, quelques centaines de mercenaires décidèrent de tourner casaque, renforçant les rangs de l'armée des Deux Royaumes.

## Bilan et conséquences
Le gros de l'armée russe put alors se retirer, car Chouiski préférait ne pas engager à nouveau les hostilités, allant à l'encontre de l'avis des autres commandants. Pendant ce temps, les troupes polonaises étaient épuisées et plus avides de piller le camp russe que de s'opposer à la retraite de ces derniers, selon Podhorodecki. Par contre, Nagielski assure que les troupes polonaises poursuivirent l'armée russe, faisant plusieurs milliers de victimes. Les Deux Royaumes récupérèrent un butin important du pillage du camp russe, allant de richesses (or, argent, fourrures) à du matériel militaire (dont les 11 pièces d'artillerie russes), en passant par des trophées de guerre (étendards et bannières).
En tout, la bataille dura cinq heures. Les pertes de Chouiski s'élèvent à 5 000 hommes, contre 220 pour Żółkiewski (dont 100 hussards).
La bataille est considérée par les historiens modernes comme décisive pour cette guerre, même si certains sont moins affirmatifs à ce sujet, mettant l'accent sur l'importance du siège de Smolensk, effectué par le roi Sigismond III de Pologne ; Smolensk tombe le 3 juin 1611 après 20 mois de siège.
Après la bataille, Żółkiewski revint au campement assiégé de Tsarevo-Zaymichtche, et Valouïev, ayant appris la défaite de l'armée russe à Klouchino, décida de se rendre. Peu de temps après, le tsar Vassili IV Chouiski fut évincé par les boyards, et Żółkiewski entra dans Moscou sans grande résistance. Les boyards proclamèrent alors le prince polonais Ladislas IV Vasa Tsar de Russie. Il prétendit à ce titre de 1610 à 1634, mais n'occupa jamais le trône, parce que son père Sigismond III ne parvint pas à obtenir d'accord avec les boyards. La garnison polonaise de Moscou fut bientôt assiégée, et rendit les armes un an après.
La bataille de Klouchino est commémorée par une inscription sur la tombe du Soldat inconnu à Varsovie : "KLUSZYN - MOSKWA 2 VII - 28 VIII 1610".
En 2010, pour le 400e anniversaire, le Trésor polonais a émis une pièce d'argent commémorant la bataille.